# Deutsche Gesellschaft für Schädlingsbekämpfung
Die Deutsche Gesellschaft für Schädlingsbekämpfung m.b.H. (kurz Degesch) mit Sitz in Frankfurt am Main war ein Chemieunternehmen, das sich mit dem Vertrieb von Schädlingsbekämpfungsmitteln (vor allem Entwesungsmitteln) befasste und diese zeitweilig auch als Serviceleistung in Silos und Warenlagern anwendete. Sie war die Inhaberin des Patents zur Herstellung von Zyklon B, das im Nationalsozialismus auch für Massentötungen in mehreren Vernichtungslagern eingesetzt wurde.

## Gründung
Das Kaiser-Wilhelm-Institut für physikalische Chemie und Elektrochemie (KWI) unter der Leitung von Fritz Haber beschäftigte sich mit dem Problem des Massenauftretens von Schadinsekten und Nagern in Mühlen und des Läusebefalls in Massenunterkünften um 1915. Das Institut entwickelte gleichfalls Kampfgase für den Kriegseinsatz. Bei Kriegsende verlegte sich das Institut auf die Erforschung von Schädlingsbekämpfungsmitteln. 1917 wurde zunächst der Technische Ausschuss für Schädlingsbekämpfung TASCH gegründet, in dem das KWI und das Unternehmen Degussa vertreten waren. Im April 1917 erfolgte die erste Durchgasung von Massenunterkünften mit Blausäure unter Leitung dieses Ausschusses, der nach Ende des Ersten Weltkriegs aufgelöst wurde.
Bei Auflösung der TASCH am 31. März 1919 wurde auf Initiative Fritz Habers am 13. März 1919 in Berlin die Deutsche Gesellschaft für Schädlingsbekämpfung mbH unter Beteiligung des Deutschen Reiches als gemeinnütziges Wirtschaftsunternehmen gegründet. Das Stammkapital von 1.010.000 Mark wurde von zehn Unternehmen erbracht: je ein Viertel trugen die Degussa und die Holzverkohlungsindustrie AG, Konstanz, je ein Achtel übernahmen die BASF, die Farbwerke Hoechst und die Farbwerke Bayer, weitere Beiträge lieferten die Agfa, die Cassella, die Chemische Fabrik Griesheim, die Chemische Fabrik Taucha und Weyler-ter-Meer, Uerdingen.

## Unternehmensgeschichte 1919–1945
Nach Art. 171 des Versailler Vertrags waren „mit Rücksicht darauf, daß der Gebrauch von erstickenden, giftigen oder ähnlichen Gasen, sowie von allen derartigen Flüssigkeiten, Stoffen oder Verfahrensarten verboten ist,“ ihre Herstellung in Deutschland und ihre Einfuhr zu militärischen Zwecken streng untersagt.
Die Schädlingsbekämpfung mit hochgiftigen Stoffen war seit 1919 gesetzlich geregelt. Auch der zivile Gebrauch von Blausäure zur Schädlingsbekämpfung war danach grundsätzlich verboten. Von diesem Verbot waren neben der Heeres- und Marineverwaltung sowie der wissenschaftlichen Forschung in staatlichen und ihnen gleichgestellten Einrichtungen auch die Tätigkeit des Technischen Ausschusses für Schädlingsbekämpfung bzw. die Deutsche Gesellschaft für Schädlingsbekämpfung m.b.H. ausgenommen.
Die Degesch erlangte eine Monopolstellung für den Vertrieb von Blausäureprodukten und deren Anwendung im gesamten Deutschen Reich. Ein wichtiger Anwendungsfall war die Bekämpfung von Kleiderläusen als Überträger des Fleckfiebers.
1920 erfolgte die Verlegung des Stammsitzes nach Frankfurt am Main, nach alliierten Bombenangriffen auf die Stadt im März 1944 nach Friedberg. 1920 schied Fritz Haber aus, Geschäftsführer wurde Walter Heerdt, 1940 dann Gerhard Friedrich Peters. Peters war seit 1937 Mitglied der NSDAP und wurde im Jahre 1942 wegen seiner Expertise als Chemiker mit der Gründung und Leitung des Arbeitsausschusses Raumentwesung und Seuchenabwehr und 1944 mit der Gründung und Leitung des Produktionsausschusses Pflanzenschutz- und Schädlingsbekämpfungsmittel in der Wirtschaftsgruppe „Chemische Industrie“ der Reichswirtschaftskammer beauftragt.
Ab 1922 wurde das Unternehmen privatrechtlich geführt. Die Degussa wurde Alleingesellschafterin; die Geschäftsführung hatte weiter Walter Heerdt inne, der 1922 ein Verfahren zur Aufsaugung der niedrig siedenden Blausäure in Kieselgur fand und für die Degesch patentieren ließ. Das Verfahren fand eine rasche Verbreitung bei der Schädlingsbekämpfung und hatte einen hohen volkswirtschaftlichen Wert. Das entsprechende Produkt erhielt als Nachfolgeprodukt des noch während des Ersten Weltkriegs entwickelten flüssigen Zyklon A den Handelsnamen „Zyklon B“.
Die Degesch produzierte das Zyklon B jedoch nicht selbst. 1922 nahm sie Verhandlungen mit der Dessauer Zuckerraffinerie GmbH über die Produktion auf. 1924 genehmigten die Behörden die Produktion. Im Auftrag und auf Rechnung der Degussa stellte die Dessauer Zuckerraffinerie GmbH nun Zyklon B her, welches dann provisionsfrei an die Degesch ausgeliefert wurde. Diese hatte dazu eine eigens eingerichtete Außenstelle in Dessau. Die Degesch vertrieb das Zyklon B über die „Heerdt und Lingler, Frankfurt/Main“ (Heli) südwestlich der Elbe und die „Tesch & Stabenow, Hamburg“ (Testa) nordöstlich der Elbe. An Tesch & Stabenow war die Degesch von 1927 bis 1942 mit 55 % beteiligt, danach ging die Firma in den Alleinbesitz von Bruno Tesch über. Die Heerdt-Lingler GmbH (HeLi) wurde von 1941 an ebenfalls von Gerhard Friedrich Peters geleitet.
Die Degesch hatte das Alleinvertriebsrecht für Schädlingsbekämpfungsmittel in der gasförmigen Phase inne und arbeitete auch an der Erforschung und Weiterentwicklung dieser Mittel. Zu diesem Zweck unterhielt sie ein Laboratorium und den sogenannten Degeschdienst. Bei Kriegsbeginn waren im Büro etwa 25 Mitarbeiter beschäftigt, im Laboratorium 5-6 und im Degeschdienst zwischen 15 und 20.
1930 beteiligte sich die I.G. Farben, das seinerzeit weltgrößte Chemieunternehmen, mit 30 % an der Degesch. 1936 änderte sich das Gesellschafterverhältnis erneut. Nun gehörte die Degesch zu 42,5 % der I.G. Farben, zu 42,5 % der Degussa und zu 15 % der Th. Goldschmidt. Bis 1930 stieg der Bedarf an Zyklon B auf 100.000 kg monatlich.
1937 unterhielt die Degesch Vertretungen in Europa, Afrika, Nord- und Südamerika sowie Asien und Australien.
Durch Wehrmachtsaufträge in der sog. Ostmark, dem Reichsgau Sudetenland, Polen und dem Protektorat Böhmen und Mähren setzten beide Degesch-Handelsfirmen im Jahr 1939 zusammen über 100 Tonnen Zyklon ab. Im Jahr 1943 erzielte die Degesch allein mit Zyklon, das auch an die SS verkauft wurde, einen Umsatz von 2 Mio. Reichsmark. Da aber nur ein sehr geringer Prozentsatz des insgesamt verkauften Zyklon B in die Vernichtungslager ging, war die Verwendung dieses Stoffes im Holocaust zumindest nicht direkt aus den Umsatzzahlen abzulesen.

## Unternehmensgeschichte nach 1945
Auch nach Ende des Zweiten Weltkriegs führte die Degesch ihr angestammtes Geschäft fort. Nach der Aufspaltung der I.G. Farben waren mit je 37,5 % die Bayer AG und Degussa AG sowie mit 25 % die Th. Goldschmidt AG beteiligt.
1979 fusionierte die nach dem Krieg neu gegründete Testa mit der Heerdt-Lingler GmbH (HeLi) unter finanzieller Beteiligung der Degesch.
1986 wurde die Degesch an einen Wettbewerber, die Detia Freyberg GmbH in Laudenbach veräußert, die das Geschäft unter der Firma Detia-Degesch GmbH fortführt.
Die Tochtergesellschaft DEGESCH America, Inc vertreibt Begasungsmittel in den USA. Das Unternehmen Degesch de Chile Ltda existiert in Chile.

## NS-Prozesse
Im I.G.-Farben-Prozess hatte sich der Geschäftsführer der Degesch, Gerhard Friedrich Peters, als Zeuge selbst indirekt belastet. Er sei von Kurt Gerstein über die Tötung von Menschen mit Zyklon B informiert und um Lieferung des Gases ohne die übliche Beimengung von Warn- und Reizstoff ersucht worden.
1949 stand Peters deshalb vor dem Schwurgericht in Frankfurt und wurde wegen Beihilfe zum Mord zunächst zu fünf Jahren Zuchthaus verurteilt. Das Strafmaß wurde 1953 im Revisionsverfahren rechtskräftig auf sechs Jahre festgesetzt; Peters trat die Strafe an. Doch 1955 wurde Peters im Wiederaufnahmeverfahren freigesprochen, da „erfolglose Beihilfe“ durch Strafrechtsänderungsgesetz vom August 1953 nach höchstrichterlicher Auslegung nicht mehr strafbar war. Es sei nicht sicher, dass mit den gelieferten 3970 kg Gift ohne Reizstoff Menschen getötet worden seien, denn Gerstein habe das Zyklon B teilweise als verdorben bezeichnet und dem beabsichtigten Tötungszweck entzogen.
Auch Hermann Schlosser, von 1939 bis zu seiner Suspendierung 1945 Vorstandsvorsitzender des Mutterunternehmens Degussa, hatte sich als Zeuge der Anklage im Prozess gegen den Vorstand der I.G. Farben durch seine Aussage der Beihilfe verdächtig gemacht. Er wurde im Februar 1948 verhaftet, jedoch schon im April freigesprochen; später konnte er wieder als Vorstandsvorsitzender amtieren.
Der Inhaber des Lieferunternehmens Tesch & Stabenow, Bruno Tesch, sowie sein Geschäftsführer Karl Weinbacher wurden 1946 im Testa-Prozess zum Tode verurteilt und im Zuchthaus Hameln hingerichtet.